# Tahoua II
Tahoua II est un arrondissement communal de la ville de Tahoua au Niger. 

## Géographie
L'arrondissement de Tahoua II s'étend sur la partie occidentale de la ville de Tahoua.
|         | Affala    |          |
| Bambèye | Tahoua II | Tahoua I |
|         | Bambèye   |          |

## Histoire
La commune urbaine de Tahoua II est instaurée en 2002, érigé en arrondissement communal en 2010. 

## Population
Lors du recensement général de 2012, la population communale est relevée à 95 929 habitants. L'accroissement annuel de la population atteint 5,3 % pendant la période 2001-2012.

## Quartiers et villages
L'arrondissement est divisé en 12 quartiers en zone urbaine et une zone rurale avec 7 villages, 56 hameaux.

## Services et infrastructures
- Collège d'enseignement technique (CET) de Tahoua II